# Kislev
Kislev é o terceiro mês do ano civil, e o nono mês religioso do calendário judaico.